# Тайм-аут (телекоммуникации)
Тайм-аут в телекоммуникациях и связанных с ними технических науках (в том числе компьютерных сетях и программировании), время ожидания — параметр, связанный с совершением события и предназначен для оценки его завершения за определенное время.
Тайм-аут позволяет более эффективно использовать ограниченные ресурсы, не требуя дополнительного взаимодействия с объектом, заинтересованным в потреблении этих ресурсов. Основная идея в том, что в ситуациях, когда система должна ждать чего-то, но не ждать неопределенное время, ожидание будет прервано после истечения тайм-аута. Это основано на предположении, что дальнейшее ожидание бесполезно, и некоторых других действий не требуется.

#### Применение
Отрезок времени имеет смысл, в случае если нужно предотвратить процесс ожидания, который с большим запозданием или никогда не придёт в действие. Опираясь на синхронизацию процессов, в которых Тайм-аут (отрезок времени), это может быть так же причина, из-за которой была вызвана ошибка системы.

##### Специализировано
В компьютерной сети тайм-аут — это время, при котором ожидается ответ перед потерей данных или время для перезаписи данных, а также срыв соединения через отрезок времени.

#### Часовая основа времени
Для отрезка времени (тайм-аут) не всегда являются основой общепринятые показатели времени. Протоколы соединений ограничиваться тем, как часто пакет данных может пересылаться дальше (смотри Роутинг). Интернет протокол в верхнем колонтитуле имени TTL (Time to live) — время жизни или действия, начальное время которому (при IPv4 в большем случае множество от 32), которое считывается с передатчика (роутер), до момента пока пакет данных не удаляется сведением TTL к нулю. Это приводит к тому, что пакет не пересылается бесконечно, что повышает качество интернет связи. Так как транслятор декрементирует число передачи каждый раз на единицу, то начальный смысл часового окна, из-за нехватки синхронности действий прекращает своё движение в передатчике (роутер).